# Петра (Лесбос)
Пе́тра (греч. Πέτρα) — деревня в Греции, одно из крупнейших поселений на северном побережье Лесбоса. Расположена на высоте 10 м над уровнем моря. Относится к общине Дитики-Лезвос в периферии Северные Эгейские острова. Население 1108 человек по переписи 2011 года.
В деревне имеется начальная, средняя и высшая школа.

## Туризм

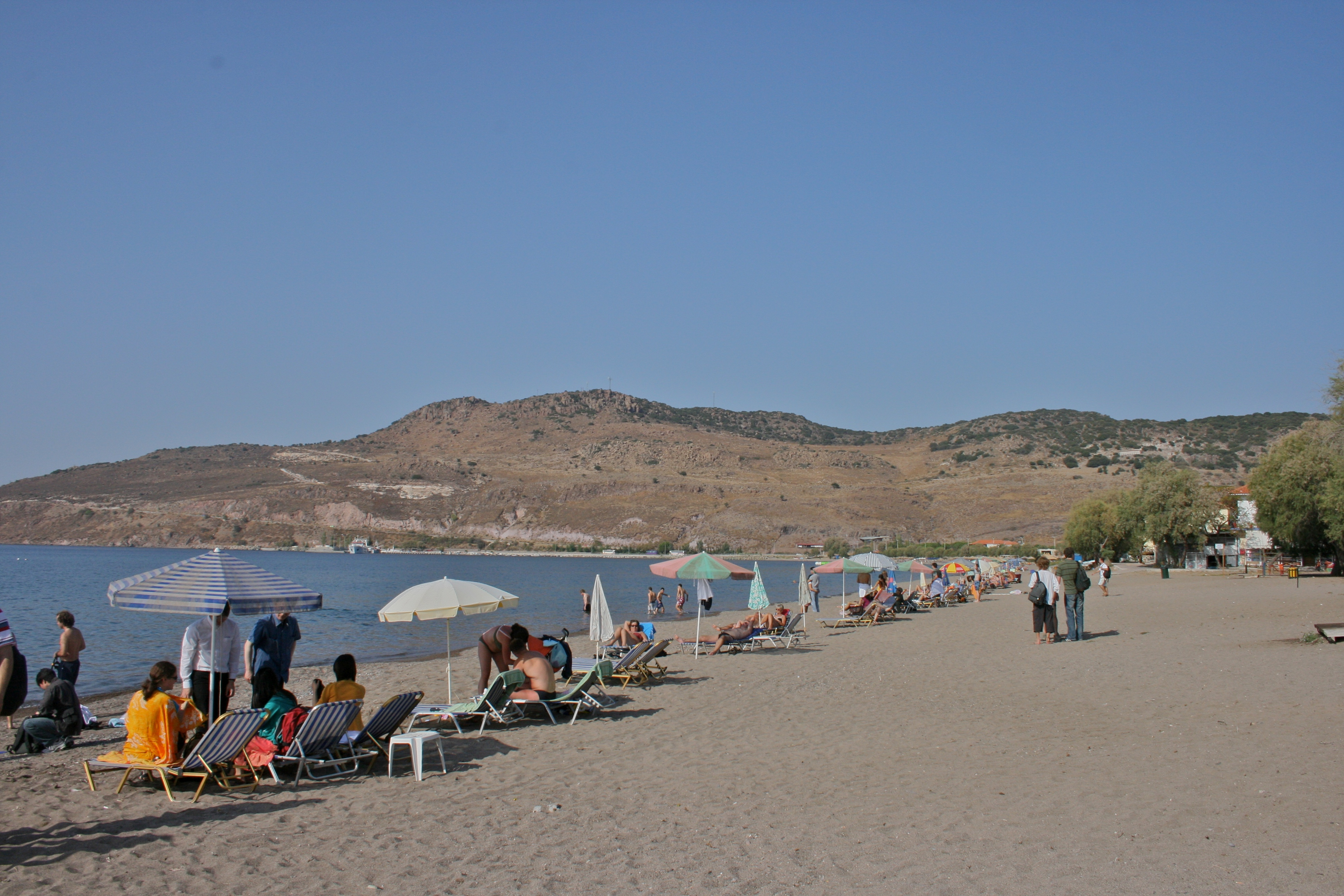
Пляж Петры

Экономика базируется главным образом на туризме. Длинный, около 2,5 км песчаный пляж, а также ряд исторических объектов привлекают в Петру множество туристов, главным образом из Западной Европы: Германии, Нидерландов и Великобритании.

## Достопримечательности

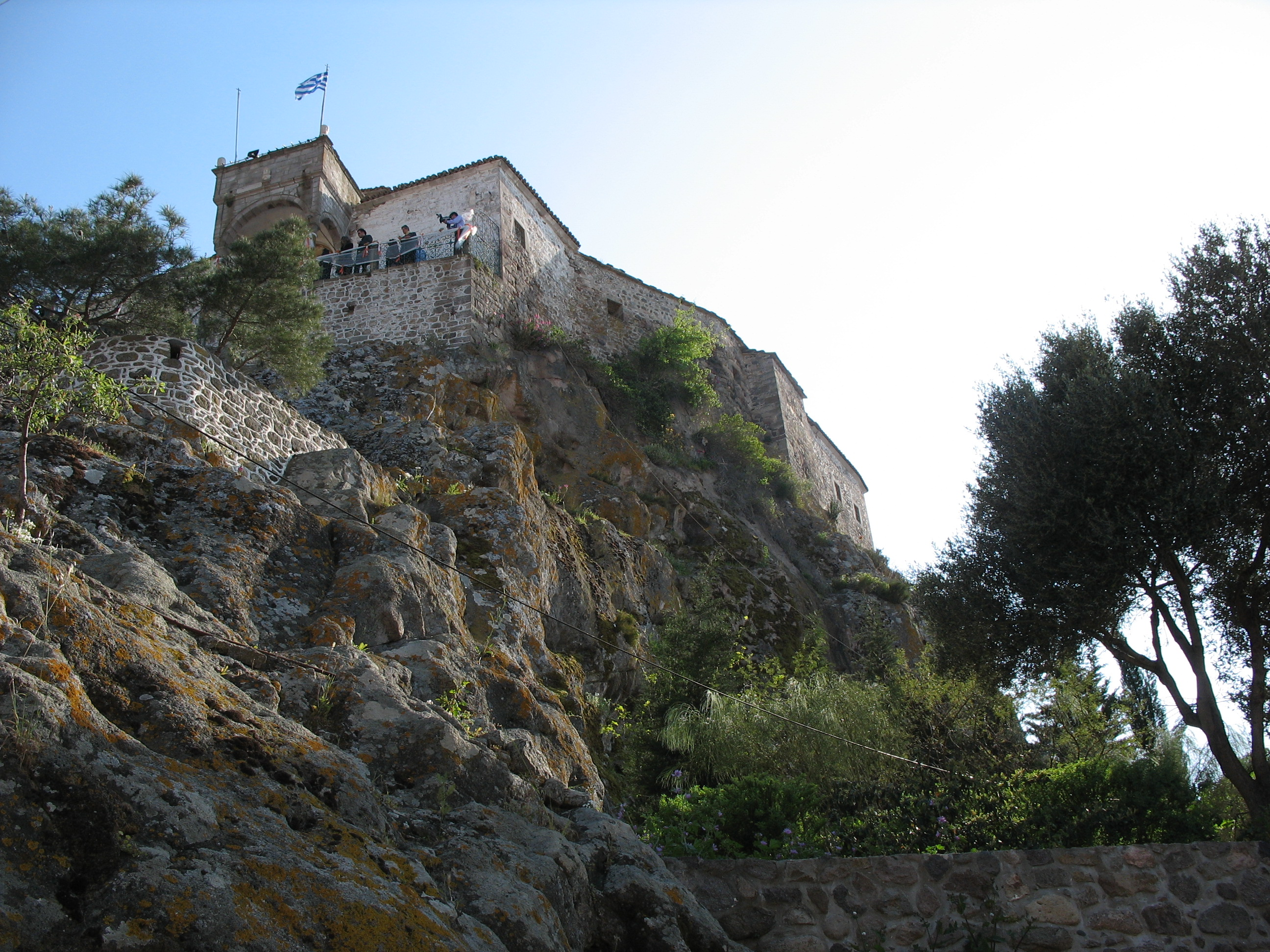
Храм Девы Марии

Главная достопримечательность Петры — храм Девы Марии, который расположен на одноимённом с поселком холме.
Также в Петре расположен храм Святого Николая и особняк Валердзиденас.

## Сообщество
Сообщество Петра (Κοινότητα Πέτρας) создано в 1918 году (ΦΕΚ 116Α). В сообщество входит остров Айос-Еорьос и три населённых пункта. Население 1208 человек по переписи 2011 года. Площадь 12,878 квадратного километра.
| Населённый пункт     | Население (2011), человек |
| -------------------- | ------------------------- |
| Айос-Еорьос (остров) | 0                         |
| Мирабелия            | 61                        |
| Петра                | 1108                      |
| Петрион              | 39                        |

## Население
| Год  | Население, человек |
| ---- | ------------------ |
| 1991 | 1121               |
| 2001 | 1244               |
| 2011 | ↘ 1108             |